# Листи з минулого (телесеріал)
«Листи з минулого» (рос. «Письма из прошлого») — польсько-російсько-український телевізійний серіал 2016 року режисера Володимира Балкашинова.

## Сюжет
Марія, молода дівчина з північного російського містечка, розумниця, красуня, автогонщиця, переживає не найкращі часи. Марія тільки що поховала маму, яка ростила її одна. Мамин брат вмовляє її переїхати до нього в Москву.
Серед паперів матері виявляються не відправлені листи батькові Марії і вона вирішує шукати адресата. Під романтичні описи зі старих листів підходять відразу три кандидати — друзі з юності, пов'язані тепер непростими діловими відносинами. Марія зайнялася самостійним вивченням справи. Несподівано вона потрапила до жахливої інтриги. Після цього усім учасникам в драмі загрожувала смертельна небезпека…

## У ролях
- Антоніна Дивина
- Олексій Зубков
- Єгор Кутенков
- Роман Індик
- Анатолій Гущин
- Христина Кузьміна
- Ольга Гришина
- Людмила Загорська
- Костянтин Войтенко
- Віктор Сарайкін
- Євген Пашин
- Михайло Досенко
- Володимир Мельник
- Ірина Авдєєнко
- Олександр Рудько

## Творча група
- Сценарій: Ольга Сєрова, Галина Сальгареллі
- Режисер: Володимир Балкашинов
- Оператор: Василь Бородін
- Композитор: Олександр Сошальський